# František Xaver Naske
František Xaver Naske (* 2. Juni 1884 in Prag; † 22. August 1959 ebenda) war ein tschechischer Maler, Dekorateur und Illustrator.
Die Grundschule besuchte er in Adamov u Brna. Später absolvierte er die künstlerische Akademie unter den Professoren Roubalík und Schweiger. Anschließend unternahm er Studienreisen nach Niederlande, Belgien und London. Er malte vor allem Porträts Anfang des Jahrhunderts lebender, bedeutender Personen. Daneben entwarf Naske Kostüme und Masken. Er war verheiratet mit der Film- und Theaterschauspielerin Růžena Nasková.

## Bedeutende Werke
- Dame in schwarz, Aquarell
- Fliegende Engel
- Kokette Dame, Aquarell
- Mädchen am Ufer
- Natálie Javorská – erste Stewardess der tschechischen Fluggesellschaft
- Frau mit der Gitarre
- Růžena Nasková
- Bettelnde Männer

| Personendaten    | Personendaten                                   |
| ---------------- | ----------------------------------------------- |
| NAME             | Naske, František Xaver                          |
| KURZBESCHREIBUNG | tschechischer Maler, Dekorateur und Illustrator |
| GEBURTSDATUM     | 2. Juni 1884                                    |
| GEBURTSORT       | Prag                                            |
| STERBEDATUM      | 22. August 1959                                 |
| STERBEORT        | Prag                                            |